# الاحتجاجات الفنزويلية 2020
الاحتجاجات الفنزويلية 2020 كانت مظاهرات حاشدة ضد نقص الغذاء والأدوية والوقود في فنزويلا. استخدمت الشرطة الغاز المسيل للدموع والرصاص المطاطي والذخيرة الحية لقمع الانتفاضة الجماهيرية، مما أسفر عن مقتل 6 أشخاص.

## الاحتجاجات
اندلعت الاحتجاجات في مارس استمرارًا للاحتجاجات ضد الرئيس نيكولاس مادورو (استئناف احتجاجات 2019 الفنزويلية) والتي خلفت 4 قتلى. في أبريل اندلعت أعمال شغب في ما لا يقل عن 100 مدينة وبلدة في جميع أنحاء البلاد احتجاجًا على نقص الغذاء، مما دعا إلى تحسين الظروف ووضع حد للأزمة السياسية المتصاعدة. سار المتظاهرون في أكبر حركة احتجاجية في 24 أبريل.
احتشد المتظاهرون في أواخر مايو لمدة يومين، مضربين عن تعامل الحكومة مع جائحة كوفيد 19 ودعوا إلى وضع حد لنقص الغذاء والوقود والأدوية. اندلعت أعمال الشغب في الساعات القليلة المقبلة. أطلقت الشرطة الغاز المسيل للدموع لقمع الموجة الأولى من التظاهرات، لكن تواجد الشرطة كان نادرًا خلال الموجة الثانية من الاحتجاجات الشعبية التي أثارتها حتى المزيد من التوترات والعنف والقتل والأزمات والنقص.
4 أيام من الاحتجاجات اليومية اكتسبت زخماً واستمرت الاضطرابات واسعة النطاق في أكثر من 105 منطقة في البلاد. وشارك الآلاف في احتجاجات على تأخر توصيل الخدمات وطالبوا بإيجاد حل لإنهاء نقص الكهرباء والوقود والغاز. وتعد موجة التظاهرات والاحتجاجات هي الأكبر منذ مارس. قُتل 2 خلال الموجة الثانية من المظاهرات.